# Wim Snoeijer
Wim Snoeijer (né en 1960 à Gouda aux Pays-Bas) est un pépiniériste et obtenteur d'origine hollandaise.

## Biographie
Wim Snoeijer a tout d'abord réalisé des études de paysagiste au centre horticole de Boskoop. En rentrant de son service militaire passé en Allemagne, Wim Snoeijer travaille dans sa région natale de Gouda comme fleuriste où il obtient de nombreux diplômes.
En 1985, il rejoint le département de pharmacologie de l'université de Leyde aux Pays-Bas en tant que jardinier en chef. Une partie de son travail consiste à analyser la taxonomie et la nomenclature des plantes utilisées par le personnel scientifique. Il publie à la suite de ce travail une publication sur la nomenclature des houblons et des Catharanthus.
En 1988, Wim Snoeijer s'intéresse de plus en plus au genre clematis et visite les pépinières de Jan Fopma à Boskoop, un célèbre collectionneur de clématites provenant du monde entier (Magnus Johnson en Suède et Margarita Alekseevna Beskaravainaja en Russie).
À la suite de cette visite, Win Snoeijer commence à décrire les variétés et à réaliser son premier herbier sur les clématites et rejoint l'entreprise de Jan Fopma.
Wim Snoeijer s'intéresse rapidement à l'hybridation, notamment pour trouver les vrais parents de certaines variétés. Un de ses premiers objectifs était d'obtenir une clématite durandii de couleur rose.
En 1996, Jan Fopma doit quitter son entreprise pour prendre sa retraite et revend celle-ci à Jan Van Zoest et Wim Snoeijer.
Wim Snoeijer se consacre depuis à l'obtention de nouveaux cultivars de clematis et s'intéresse également au genre Agapanthus.
Aujourd'hui Wim Snoiejer s’intéresse à la classification du genre clematis et publie de nombreux ouvrages et son herbier comporte plus de 3500 variétés de clematis.

## Obtentions

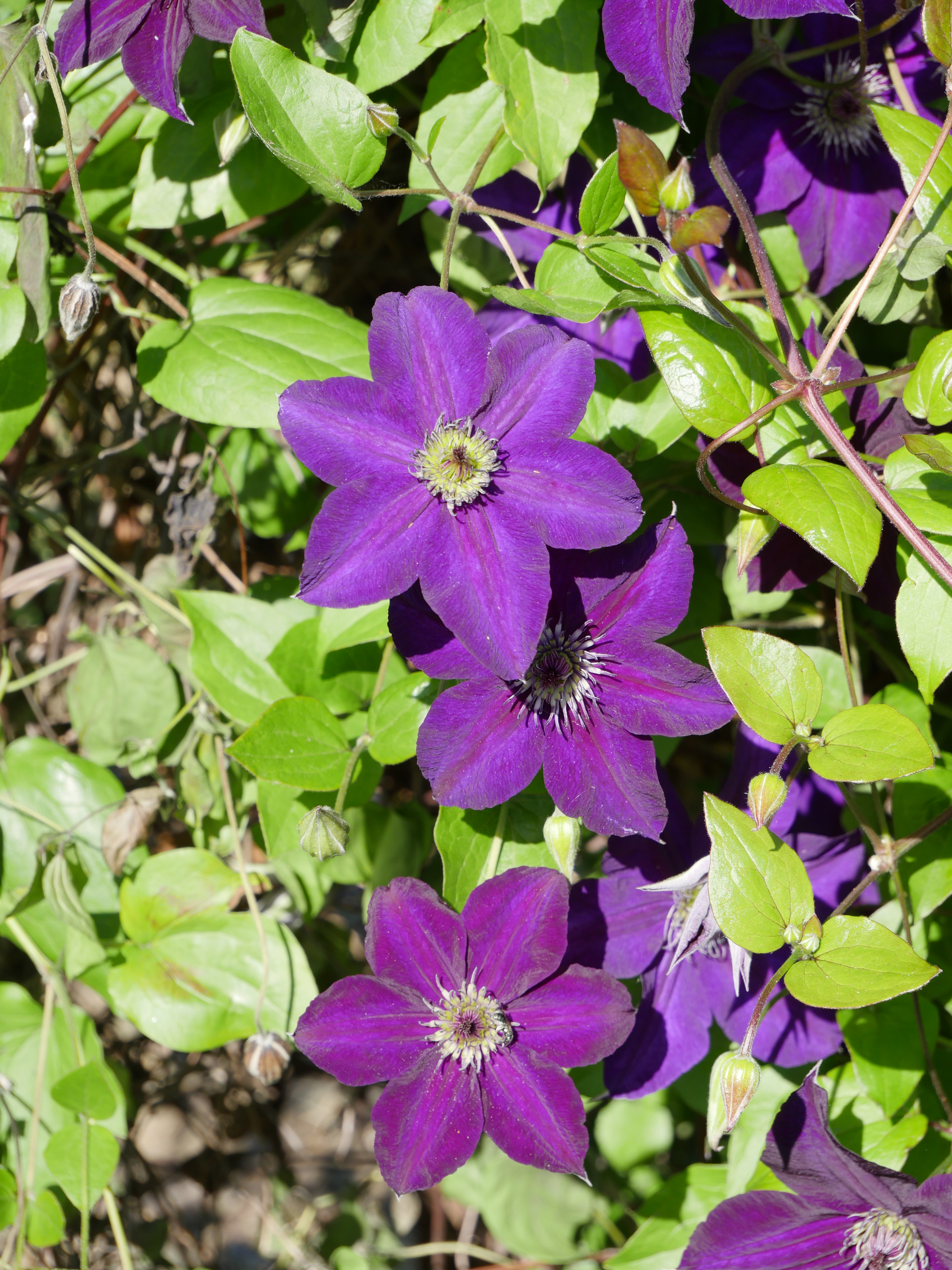
Une de ses obtentions :
Clematis 'Zohapbi' Happy Birthday

- Clematis patens 'Zoang' (Angela)
- Clematis patens 'Zodaki' (Dancing King)
- Clematis patens 'Zodado' (Dancing Dorien)
- Clematis patens 'Zodaque' (Dancing Queen)
- Clematis patens 'Zostiwa' (Still Waters)
- Clematis patens 'Zosumbre' (Summerdream)
- Clematis patens 'Zoklado' (Morning Star)

## Principales publications
- Agapanthus: A Revision of the Genus aux éditions Timber Press  (ISBN 978-0881926316)
- Clematis Herbarium Wim Snoeijer: Including the Clematis Nomenclatural Standard List : Deposited in the Nationaal Herbarium Nederland, Leiden University Branch (L) & Wageningen University Branch (WAG) and the Royal Horticultural Society's Herbarium, Wisley (WSY)
- A Checklist of Some Cannabaceae Cultivars
- Revision of 'Catharanthus'
- Clematis Index
- Clematis Cultivar Group Classification with Identifying Key and Diagrams
- Checklist of Clematis Grown in Holland
- Galanthus Herbarium NHN collected in 2009 & 2010

## Source
- Wim Snoeijer sur le site de l’université de Hull